# Xavier Gipson
Xavier Gipson (* 8. März 2001 in Dallas, Texas) ist ein US-amerikanischer American-Football-Spieler auf der Position des Wide Receivers. Aktuell steht er bei den New York Jets in der NFL unter Vertrag.

## Frühe Jahre und College
Gipson wuchs in der texanischen Großstadt Dallas auf und besuchte dort die Woodrow Wilson High School. Dort war er in der Football- und in der Leichtathletikmannschaft aktiv. In der Footballmannschaft war er in allen vier Jahren an der Highschool Starter und kam zumeist als Cornerback und in den Special Teams zum Einsatz. So konnte er in seinem letzten Highschooljahr drei Special-Teams-Touchdowns erzielen. Daneben war er in der Leichtathletikmannschaft Teil der 4-mal-100-Meter-Staffel und der 4-mal-200-Meter-Staffel. Ursprünglich wollte Gipson ein Stipendiumsangebot der Southern Methodist University annehmen, entschied sich dann jedoch um und nahm ein Angebot der Stephen F. Austin State University aus Nacogdoches, Texas an.
An der Universität wurde er dann als Wide Receiver und in den Special Teams eingesetzt. Schon in seinem ersten Jahr wurde er zum Stammspieler und konnte sieben Touchdowns erzielen. In seinen vier Jahren an der Schule kam er in insgesamt 44 Spielen zum Einsatz und konnte dabei den Ball für 4305 Yards fangen und 37 Touchdowns erzielen, hinzu kommen vier Touchdowns in den Special Teams. Er entwickelte sich zu einem der besten Spieler seiner Division und wurde sowohl 2020 als auch 2021 zum WAC Offensive Player of the Year gewählt. Außerdem wurde er in beiden Jahren ins First-Team All-WAC gewählt. Dazu wurde er in den zwei Jahren zuvor einmal ins First-Team All-Southland und einmal ins Second-Team All-Southland gewählt.

## NFL
Beim NFL-Draft 2023 wurde Gipson von keinem Team ausgewählt. Daraufhin unterschrieb er allerdings als Undrafted Free Agent einen Vertrag bei den New York Jets. Dort schaffte er den Sprung in den Saisonkader. Er gab sein NFL-Debüt am 1. Spieltag der Saison 2023 beim 22:16-Sieg gegen die Buffalo Bills. Dabei kam er in den Special Teams als Punt und Kick Returner zum Einsatz. Nach der regulären Spielzeit stand es in dem Spiel 16:16, sodass es in die Overtime ging. In der Overtime konnte Gipson einen Punt von Sam Martin über 65 Yards zu einem Touchdown zurücktragen, wodurch die Jets das Spiel gewannen. Daraufhin wurde er zum AFC Special Teams Player of the Week sowie zum Pepsi Rookie of the Week ernannt. Neben den Einsätzen als Returner in den Special Teams kam er im Verlauf der Saison auch als Wide Receiver zum Einsatz. Am 4. Spieltag konnte er bei der 20:23-Niederlage gegen die Kansas City Chiefs seinen ersten Pass in der NFL über vier Yards von Zach Wilson fangen. Bei der 6:32-Niederlage gegen die Buffalo Bills am 11. Spieltag stand Gipson so auch erstmals als Receiver in der Startformation der Jets und konnte einen Pass für sieben Yards fangen. Beim 30:6-Sieg gegen die Houston Texans konnte er schließlich mit dem Ball seinen zweiten Touchdown der Saison erlaufen. Er beendete seine Rookie-Saison mit 21 Passfängen für 229 Yards sowie 830 Return Yards als Returner. Insgesamt gelangen ihm zwei Touchdowns.

## Karrierestatistiken
| Saison                             | Team             | Spiele | Spiele      | Gefangen  | Gefangen | Gefangen | Gefangen | Gefangen | Gelaufen | Gelaufen | Gelaufen | Gelaufen | Gelaufen | Returning | Returning | Returning | Returning | Returning | Fumbles | Fumbles   | TD gesamt |
| Saison                             | Team             | Gesamt | als Starter | Passfänge | Yards    | Avg      | Lang     | TD       | Versuche | Yards    | Avg      | Lang     | TD       | Anzahl    | Yards     | Avg       | Lang      | TD        | Gesamt  | verlorene | TD gesamt |
| ---------------------------------- | ---------------- | ------ | ----------- | --------- | -------- | -------- | -------- | -------- | -------- | -------- | -------- | -------- | -------- | --------- | --------- | --------- | --------- | --------- | ------- | --------- | --------- |
| 2023                               | Jets             | 17     | 3           | 21        | 229      | 10,9     | 36       | 0        | 8        | 68       | 8,5      | 18       | 1        | 55        | 830       | 15,1      | 65        | 1         | 5       | 2         | 2         |
| 2024                               | Jets             | 17     | 0           | 6         | 39       | 6,5      | 17       | 1        | 1        | 5        | 5,0      | 5        | 0        | 50        | 755       | 15,1      | 45        | 0         | 4       | 1         | 1         |
| Gesamte Karriere                   | Gesamte Karriere | 34     | 3           | 27        | 268      | 9,9      | 36       | 1        | 9        | 73       | 8,1      | 18       | 1        | 105       | 1585      | 15,1      | 65        | 1         | 9       | 3         | 3         |
| Quelle: pro-football-reference.com |                  |        |             |           |          |          |          |          |          |          |          |          |          |           |           |           |           |           |         |           |           |